# ميته
ميتى (بالألمانية: Bezirk Mitte)‏ هو حي في برلين، في ألمانيا، بلغ عدد سكانه 333,905 نسمة، تبلغ مساحته 39.5 كيلومتر مربع.

## معرض صور

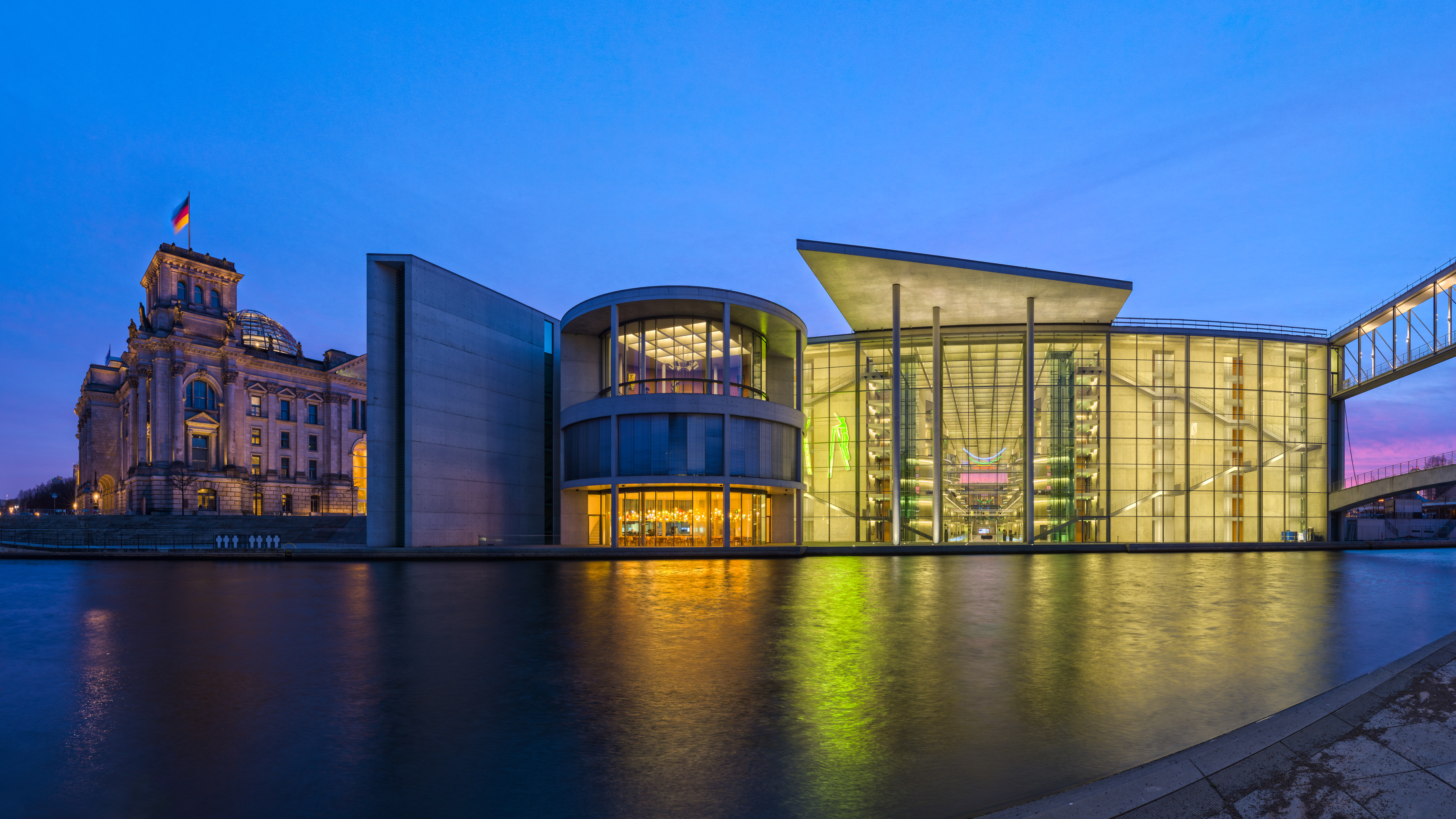
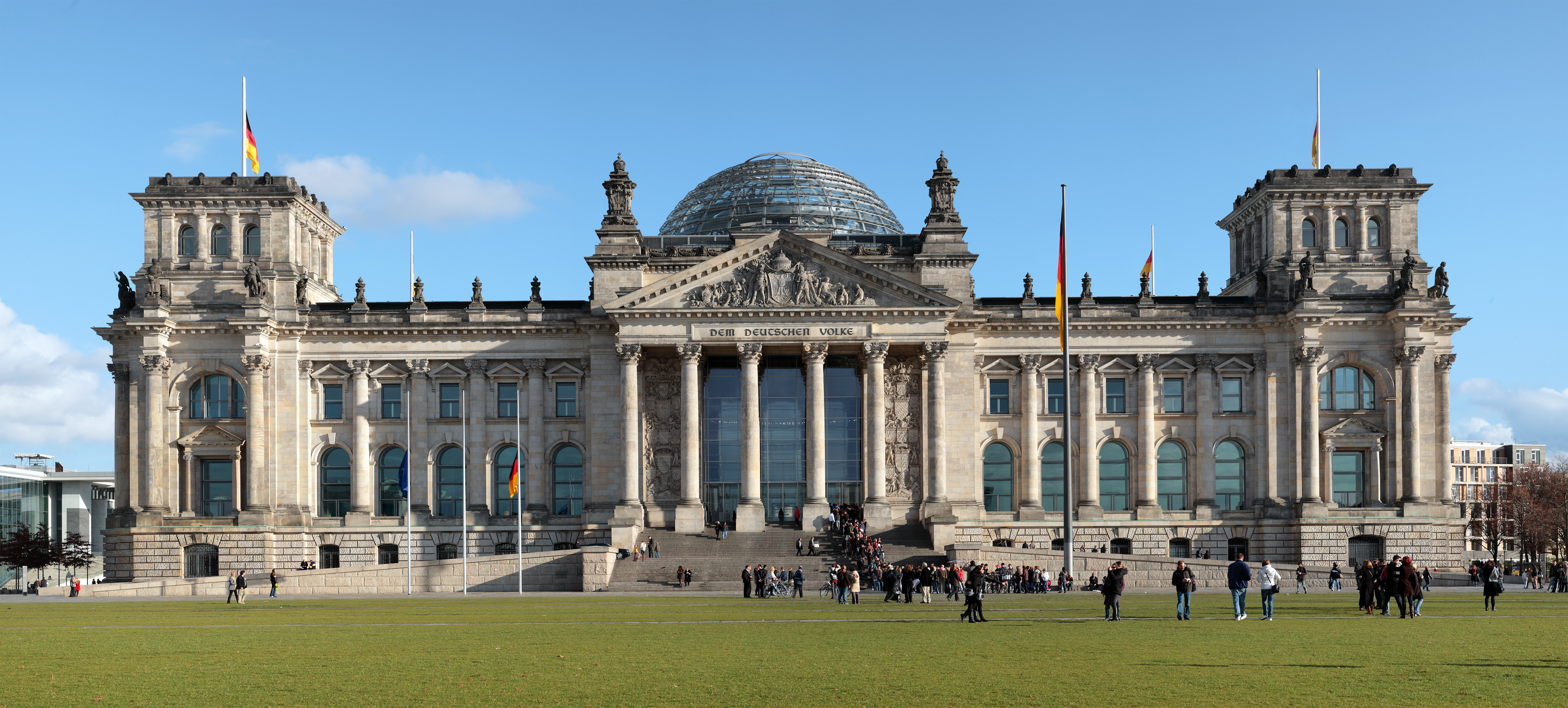
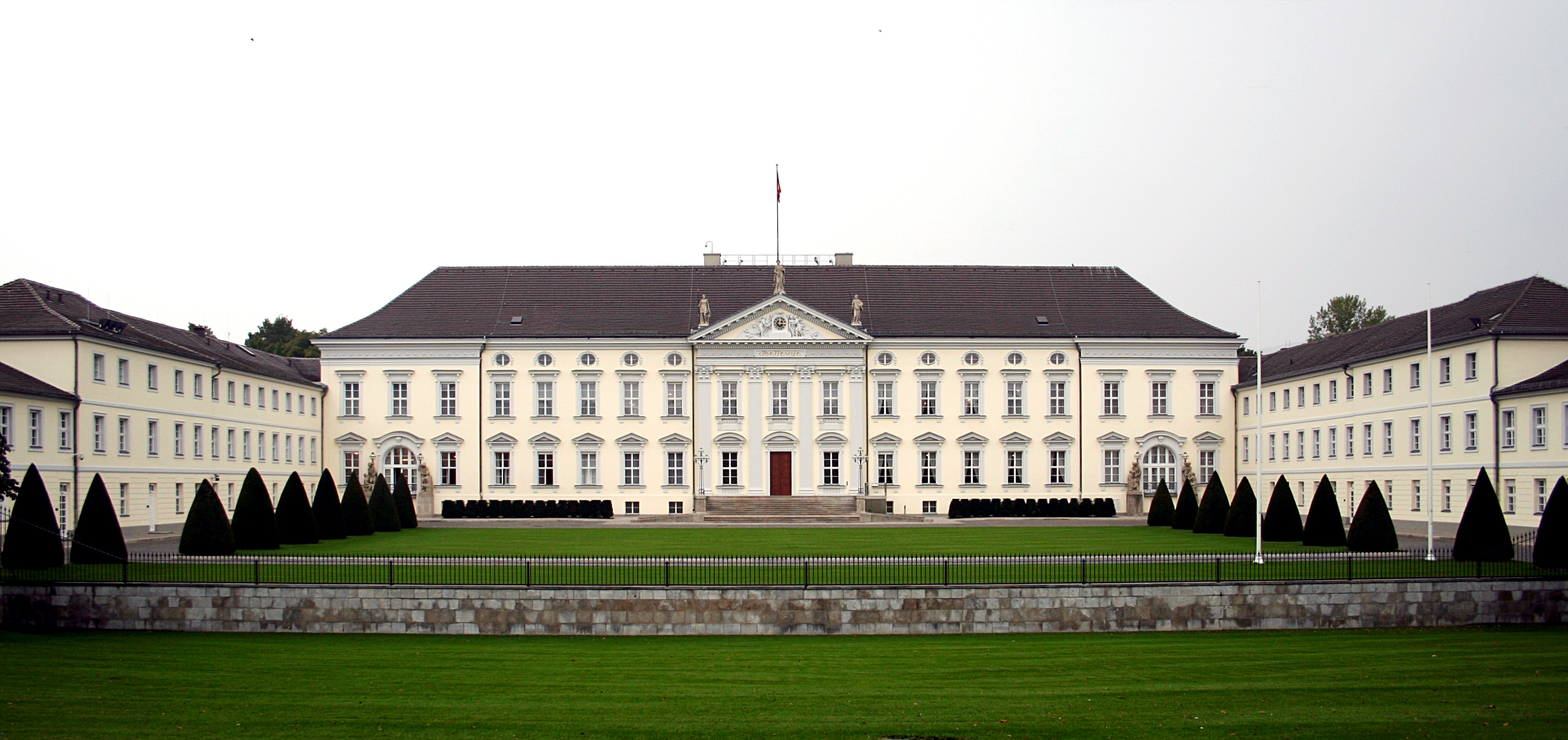
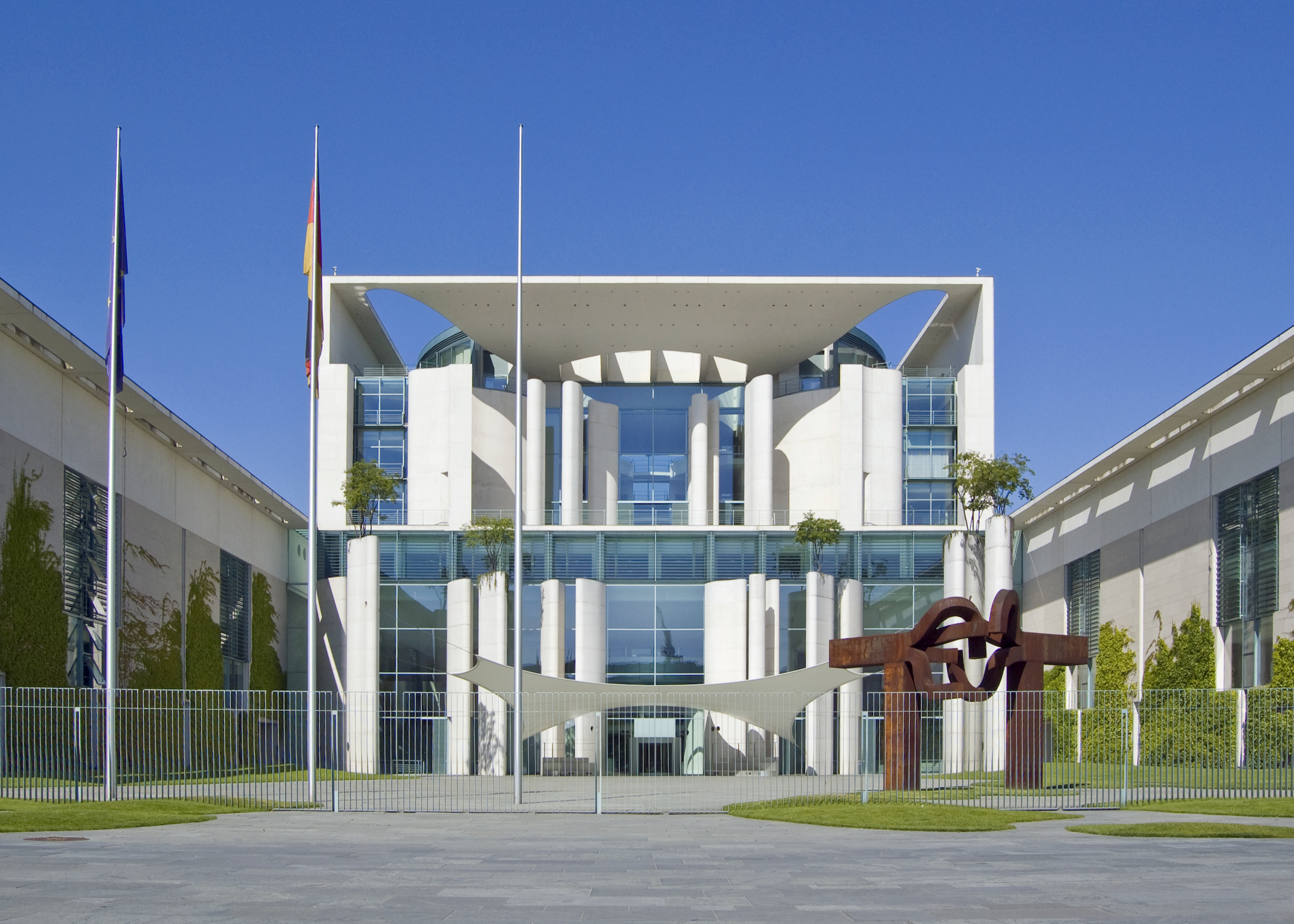
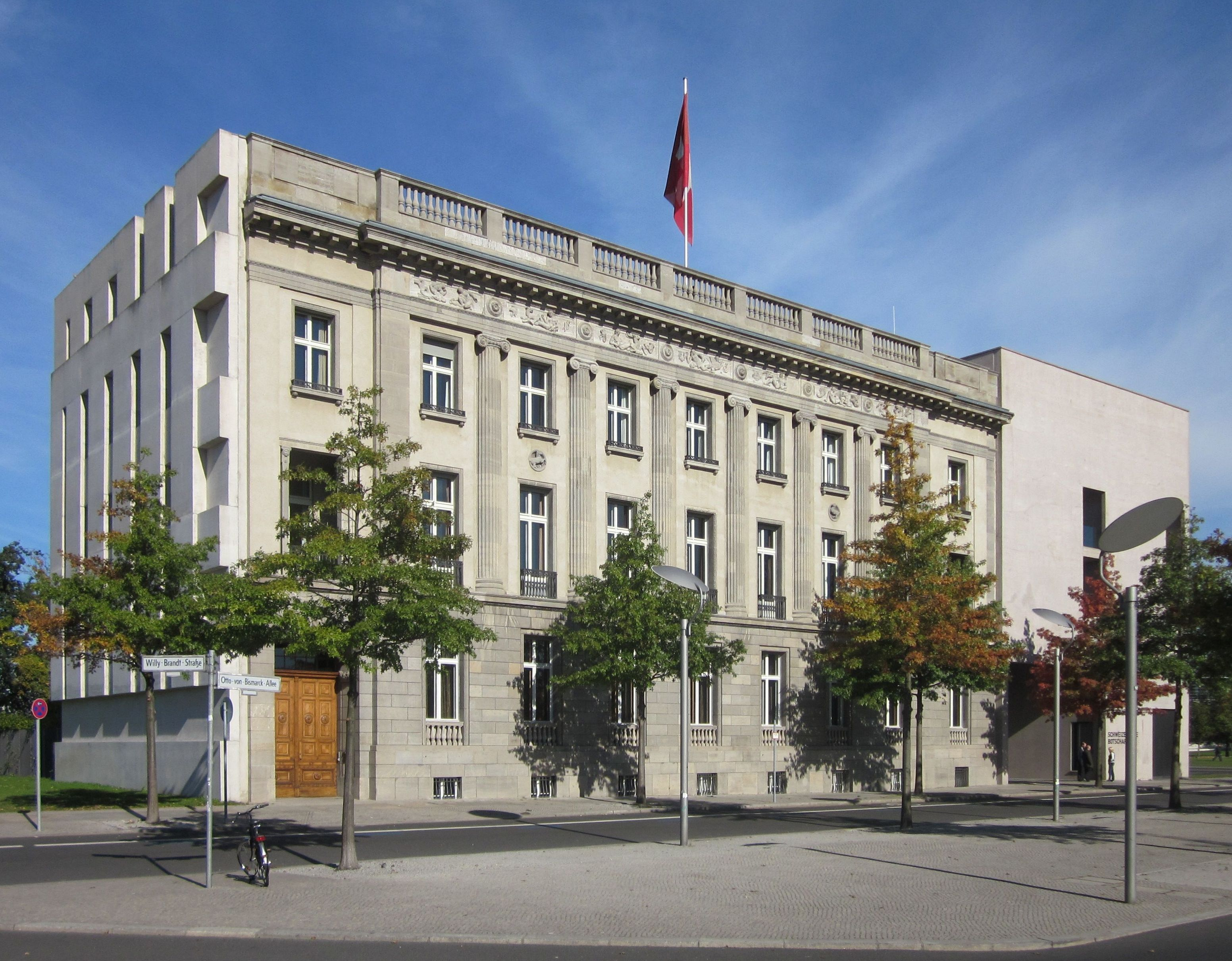

## الموقع
يشترك في الحدود مع:
- شارلوتنبورج فيلمسدورف
- Pankow [الإنجليزية]‏
- فريدريشسهاين-كرويتزبيرغ
- Tempelhof-Schöneberg [الإنجليزية]‏
- Reinickendorf [الإنجليزية]‏.

## مدن توأم
المدن التوأم:
- هيغاشي-أوساكا، أوساكا
- Schwalm-Eder-Kreis [الإنجليزية]‏
- بوتروب (منذ 1983)
- كاسل
- حولون
- شينجوكو، طوكيو
- تسوانو
- توركوان
- Terézváros [الإنجليزية]‏
- Central Administrative Okrug [الإنجليزية]‏
- بك أوغلي
- Lahn-Dill-Kreis [الإنجليزية]‏
- هام
- دروباك
- تشاويانغ.

## التقسيمات الإدارية
- مته
- موابيت [الإنجليزية]‏
- Hansaviertel [الإنجليزية]‏
- تييرغارتن [الإنجليزية]‏
- Wedding (Berlin) [الإنجليزية]‏
- Gesundbrunnen (Berlin) [الإنجليزية]‏.